# 波斯尼亞和黑塞哥維那社會主義共和國
波斯尼亞和黑塞哥維那社會主義共和國是南斯拉夫社会主义联邦共和国的加盟共和國之一。

## 历史
建立波斯尼亞和黑塞哥維那国家的构想形成於1943年11月25日波斯尼亚和黑塞哥维那国家反法西斯人民解放委员会在姆尔科尼奇格勒举行的一次會議。1945年4月28日，波斯尼亚和黑塞哥维那联邦州成立；1946年1月31日，更名为波斯尼亚和黑塞哥维那人民共和国；1963年4月7日，又更名为波斯尼亚和黑塞哥维那社会主义共和国。
1992年3月1日，改国名为波斯尼亚和黑塞哥维那共和国，並放棄其社會主義和馬克思主義，实行雙首長制和資本主義，推舉波士尼亚克人總統阿利雅·伊澤特貝戈維奇为国家元首。同年4月6日，宣布脱离南斯拉夫独立。

## 政府首腦

### 總統
- 波斯尼亚和黑塞哥维那国家反法西斯人民解放委员会主席
  - 沃伊斯拉夫·凱茨曼諾維奇（1943年11月25日～1945年4月25日）
- 人民议会主席團主席
  - 沃伊斯拉夫·凱茨曼諾維奇（1945年4月26日～1946年11月）
  - 久罗·普察爾（1946年11月～1948年9月）
  - 弗拉多·舍格爾特（1948年9月～1953年3月）
- 人民议会主席
  - 久罗·普察爾(1953年12月~1963年6月)
  - 拉托米尔·杜戈尼奇(1963年~1967年)
  - 杰马尔·比耶迪奇(1967年~1971年)
  - 哈姆迪亚·波兹代拉茨(1971年~1974年4月)
- 主席
  - 拉托米尔·杜戈尼奇(1974年5月~1978年4月)
  - 拉伊夫·迪兹达雷维奇(1978年4月~1982年4月)
  - 布兰科·米库利奇(1982年4月~1984年4月26日)
  - 米蘭科·雷諾維察(1984年4月26日~1985年4月25日)
  - 穆尼尔·梅西霍维奇(1985年4月25日~1987年4月)
  - 馬托·安德里奇(1987年4月~1988年4月)
  - 尼古拉·菲利波維奇(1988年4月~1989年4月)
  - 奧布拉德·皮利亞克(1989年4月~1990年12月20日)
  - 阿利雅·伊澤特貝戈維奇(1990年12月20日~1992年4月8日)

### 總理
- 波士尼亞與赫塞哥維納總理(南斯拉夫政府的一部分)
  - 羅多柳布·喬拉科維奇(1945年3月7日~1945年4月27日)
- 總理
  - 羅多柳布·喬拉科維奇(1945年4月27日~1948年9月)
  - 久罗·普察爾(1948年9月~1953年3月)
- 行政委員會主席
  - 久罗·普察爾(1953年3月~1953年12月)
  - 阿夫多·胡摩(1953年12月~1956年)
  - 奥斯曼·卡拉贝戈维奇(1956年~1963年)
  - 哈桑·布爾基奇(1963年~1965年)
  - 魯迪·科拉克(1965年~1967年)
  - 布兰科·米庫利奇(1967年~1969年)
  - 德拉古廷·科索瓦茨(1969年~1974年4月)
  - 米蘭科·諾維察(1967年4月~1982年8月28日)
  - 赛义德·马格莱利亚(1982年4月28日~1984年4月28日)
  - 戈伊科·乌比帕里普(1984年4月28日~1986年4月)
  - 約瑟普·洛夫雷諾維奇(1986年4月~1988年4月)
  - 馬爾科·采拉尼奇(1988年4月~1990年12月20日)
  - 尤雷·佩利文(1990年12月20日~1992年4月8日)